# Внутренний северный (американский) английский
Внутренний Северный (американский) английский, также известный в американской лингвистике как диалект Внутреннего Севера или Великих озер, является американским английским диалектом, на котором говорят преимущественно белые американцы в географическом диапазоне, простирающемся от крупных городских районов северной части штата Нью-Йорк на запад вдоль канала Эри и через большую часть района Великих озер США до восточной части Айовы и некоторых демографических групп в Городах-побратимах, штат Миннесота. Наиболее характерные акценты на внутреннем севере распространены в Чикаго, Милуоки, Детройте, Кливленде, Баффало, Рочестере и Сиракьюсах. Особенности внутреннего северного акцента также проникли в географический коридор из юго-запада Чикаго вдоль исторического шоссе 66 в Сент-Луис, штат Миссури; сегодня коридор демонстрирует смесь акцентов как Внутреннего Севера, так и Средней Америки. Лингвисты часто характеризуют западный диалект района Великих озер отдельно как северо-центральноамериканский английский.